# Бык Бенни

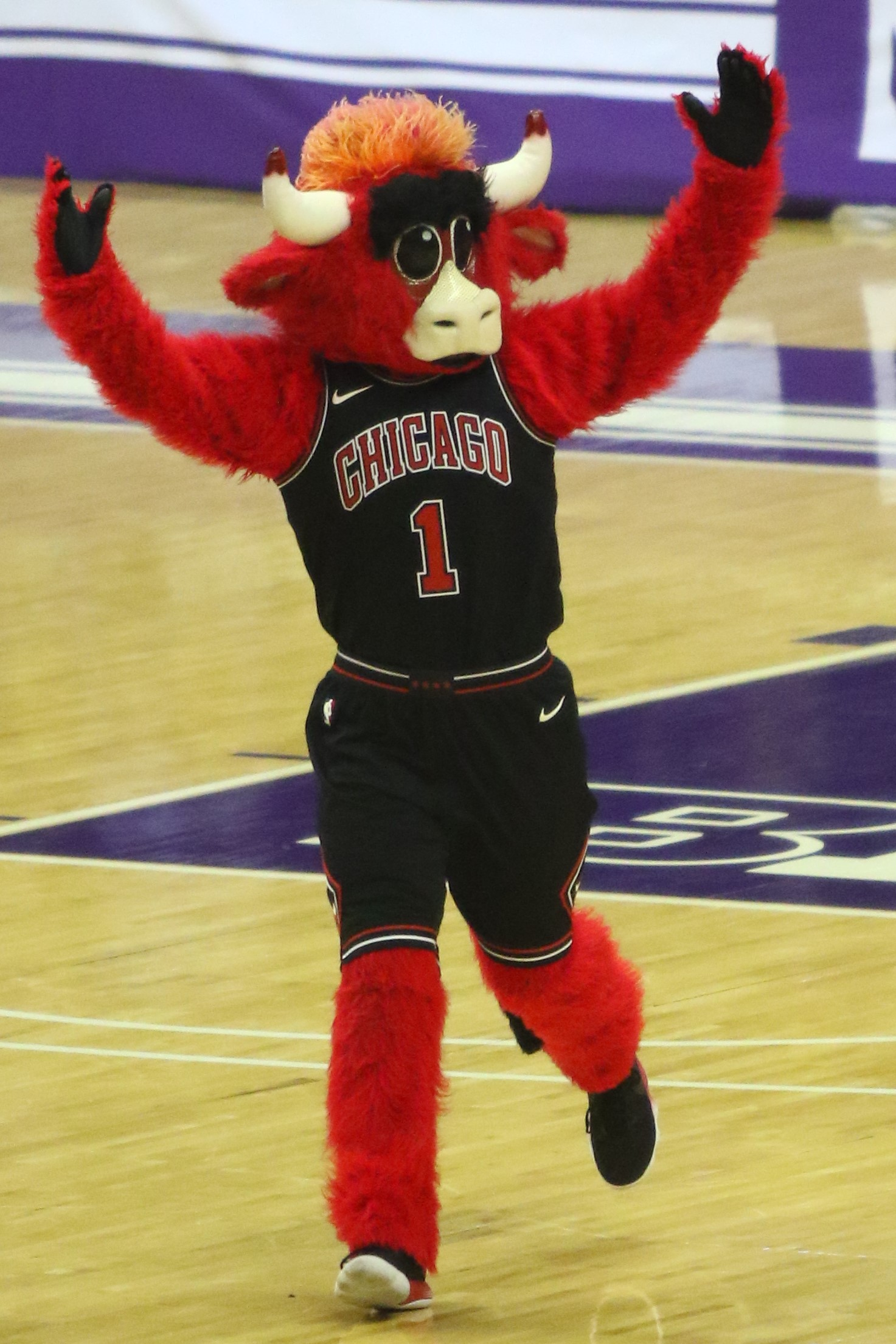
Бык Бенни

Бык Бенни (англ. Benny the Bull) — талисман баскетбольного клуба «Чикаго Буллз». Впервые появился на игре команды в 1969 году. Известен эксцентричным поведением, креативностью, выполнением акробатических и игровых элементов во время матчей, а также розыгрышами знаменитостей, приходящих на стадион. В 2013 году журнал Forbes признал его самым популярным маскотом США.

## Описание
Бенни — красный бык с большими глазами, коричневой мордой, рогами с красными кончиками, оранжево-розовыми волосами и длинным красным хвостом. Бенни носит майку «Чикаго Буллз» с номером «1» и собственным именем на спине и баскетбольные кроссовки. Одежда может меняться в зависимости от ситуации (например, на рождественские матчи Бенни надевает специальный костюм).

## История

### 1969—1985. Первые годы
Клуб «Чикаго Буллз» был основан в 1966 году и поначалу не привлекал внимания публики. На игры команды, которые в то время проходили не только в Чикаго, но и в Канзас-Сити, в среднем приходило менее 4 тысяч человек. В 1969 году генеральным менеджером «быков» стал Пэт Уильямс. По совету владельца бейсбольного коллектива «Чикаго Уайт Сокс» Билла Вика он для расширения аудитории параллельно матчам устраивал интерактивные мероприятия (например, свидания вслепую между болельщиками и рестлерский поединок против медведя в центре арены). В том же году Уильямс решил создать маскота и назвал его Бык Бенни (англ. Benny the Bull) — в честь Бена Бентли, работника пресс-службы «Чикаго». Прототипом для его головы, сделанной из папье-маше, послужил бык с логотипа клуба. На тело одевался простой резиновый костюм. Первым исполнителем роли Бенни был Лэнди Пэттон — девелопер, который после обучения в колледже переехал в «город ветров» для поступления в евангелическую школу Уитона. За свою работу он не получал зарплату, а в качестве вознаграждения ему давали бесплатные билеты и разрешали пользоваться парковкой рядом с ареной. Перед появлением на официальном матче Пэттон в качестве репетиции пришёл в костюме на торжественный ужин для владельцев сезонных абонементов. Дебютной игрой для Быка Бенни стала встреча с «Нью-Йорк Никс» 17 октября 1969 года. Маскот в то время вёл себя спокойно, развлекая трибуны танцами и взаимодействуя с детьми. Однажды Пэттон взял на стадион с собой линейку и на разминке подошёл к будущему члену Зала славы Уиллису Риду, чтобы в шутку измерить его рост. Это вызвало негативную реакцию баскетболиста, и впоследствии Лэнди не подходил к игрокам. В матче против «Милуоки Бакс» болельщики «оленей» спровоцировали конфликт с Бенни, а затем порвали костюм.
Через три года Пэттона сменил его приятель Джим Карагер. Его зарплата составляла всего $1000 за сезон. Бык Бенни стал более активным на площадке: маскот реагировал на каждый спорный список арбитров разнообразными жестами. Вскоре на место Карагера пришёл Харви Джонсон, который продолжил вести себя так же как и его предшественник. В одном из матчей плей-офф 1974 года против «Милуоки Бакс» Быка Бенни даже выгнали со стадиона за нецензурные жесты в адрес судей. Харви проработал два года, его заменил Говард Киршнер — будущий владелец ресторана Sam & Hy`s Delicatessen. Руководство «Буллз» приняло решение поменять агрессивный имидж талисмана, которого стали избегать почти все судьи, сделав его более спокойным. Киршнер лишь изредка отличался нестандартным выходками и в основном развлекал детей и танцевал.

### 1985—2004. Эпоха Майкла Джордана

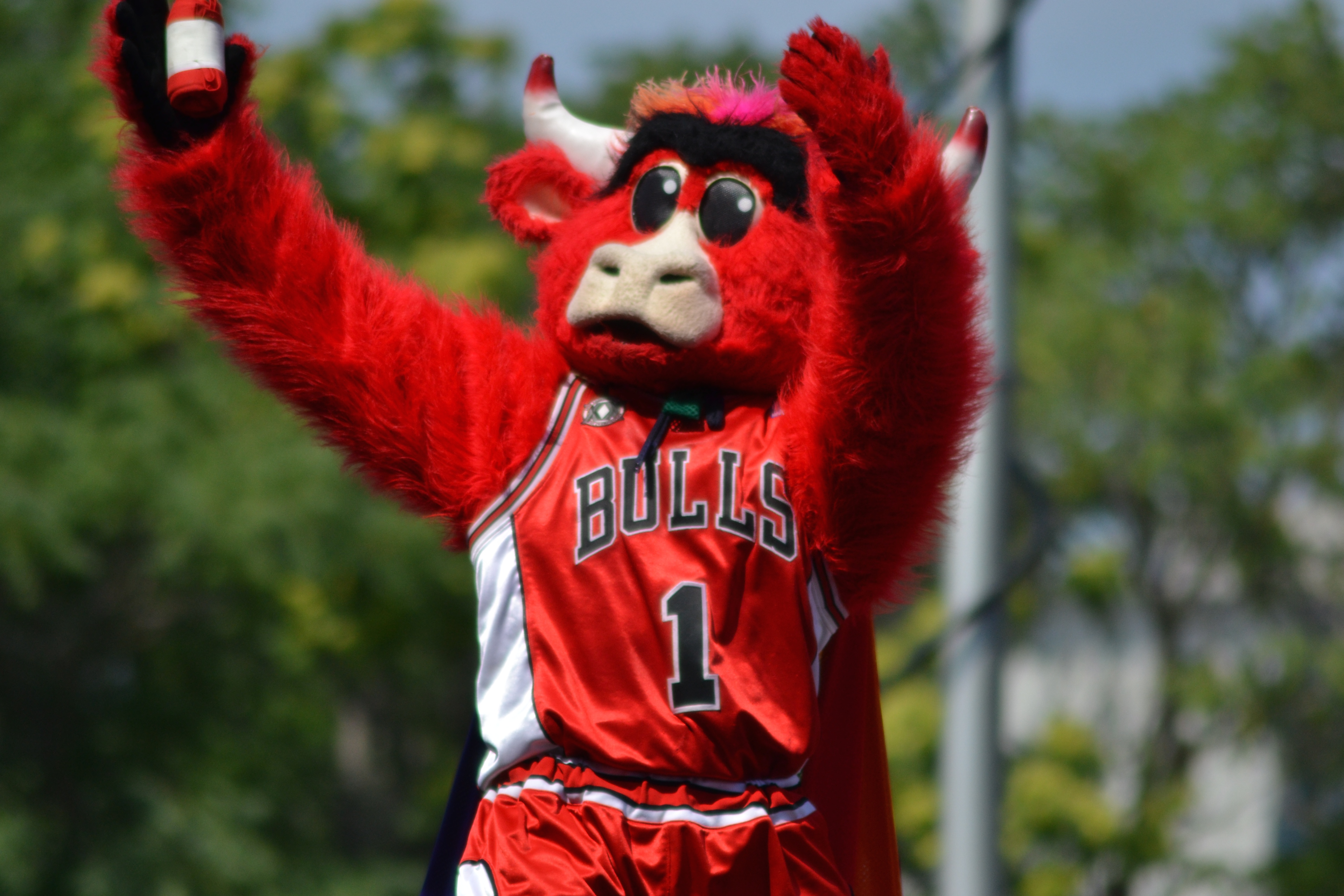
Бык Бенни в 2012 году

В 1985 году, когда в команде уже находился будущий шестикратный чемпион НБА Майкл Джордан, клуб принял решение расстаться с 40-летним Киршнером и нанять Дэна ЛеМонье, бывшего ранее в роли талисмана «Чикаго Уайт Сокс». Для него дизайнер Куки Глак разработал новую модель костюма Бенни. В то время стали популярны маскоты «Финикс Санз» (Горилла) и «Филадельфия Севенти Сиксерс» (Фанатик). Успешные выступления «Буллз» способствовали и росту известности Бенни — на тот момент неуклюжего красного плюшевого быка с белым носом. Совместно с Бенни на матчах появлялись и новые персонажи: Lil’ Benny, Mini Benny, а с сезона 1995/1996 игры команды постоянно посещал Da Bull — злобный бурый бык, по легенде — двоюродный брат Бенни, который в отличие от него делал данки. У нового маскота отсутствовал хвост для лучшей аэродинамики при прыжках. Его роль исполнял Честер Брюер, однако в 2004 году он был арестован за хранение наркотических веществ, и Да Булла решили убрать с арены, изменив при этом и внешность и характер Бенни.

### С 2004. Ребрендинг и всемирная популярность
В 2004 году Дэн ЛеМоннье покинул команду, и «Чикаго Буллз» начали поиск нового человека на роль Бенни. В результате в отборе победил актёр и танцор Бэрри Андерсон, выполнявший до этого роль маскота в Университете Монтаны. Костюм Бенни был специально переделан: он стал более тонким, чтобы Бэрри мог проявить свои атлетические навыки и выполнять акробатические трюки. Появилась новая традиция: перед началом матчей гаснет свет и Бенни выходит в центр площадки и медленно машет флагом. Андерсон был талантлив в маркетинге, и за счёт множества его инициатив и действий Бык Бенни стал брендом и одним из символов «Чикаго Буллз» после ухода великого Майкла Джордана. Во время игр маскот активно взаимодействует с публикой, вываливая на болельщиков мешки с попкорном, отбирая у них напитки и в шутку пугая их. Бенни любит появляться в ходе трансляций с арены во время интервью экспертов или баскетболистов. В 2013 году журнал Forbes назвал Быка Бенни самым популярным талисманом США, а в 2015 году маскот стал лучшим в НБА. В том же году Бэрри Андерсон перенёс операцию на передней крестообразной связке, а в следующем сезоне ушёл из команды.
Активность маскота привела и к нескольким инцидентам. Так, несколько человек подавали на клуб в суд из-за того, что Бенни, отбивая им High five, наносил им повреждения. В 2006 году в ходе праздника под названием Taste of Chicago Андерсон в костюме быка ехал на мини-мотоцикле и после того, как охрана сделала ему замечание, ударил одного из сотрудников.
Нынешний исполнитель роли Бенни неизвестен: клуб намеренно скрывает его имя в целях безопасности. В 2019 году Бык Бенни был включен в Зал славы маскотов, а в 2021 году назван лучшим талисманом НБА по версии NBC Sports.